# Vale Ferret (Suíça)
O vale Ferret, do lado suíço, é um vale lateral do maciço do Monte Branco, a sul de Orsières no cantão suíço do Valais que se termina pelo colo Ferret e que liga com o vale do mesmo nome do lado italiano, o vale Ferret (Itália).

## Situação
O vale Ferret é um dos pontos de passagem do célebre  Tour du Mont Blanc (TMB).
À sua volta encontram-se alguns dos cimos mais altos do maciço do Monte Branco como:
- Agulha de Argentière - 3.902 m
- Agulha do Chardonnet - 3.824m
- Monte Dolent - 3.819 m